# وزارة العمل (إسبانيا)
{{صندوق معلومات وكالة حكومية
| الاسم  =  وزارة العمل (إسبانيا)
|  شعار =  Logotipo del Ministerio de Trabajo, Migraciones y Seguridad Social.svg
| عرض_الشعار  =  
| تعليق_على_الشعار = شعار وزارة العمل الإسبانية.
| صورة = Yolanda Díaz 2020b (cropped).jpg
|تعليق = يولاندا دياز وزيرة العمل والهجرة والضمان الاجتماعي الحالية.
| تأسست =  8 مايو 1920
|الاسم الكامل  =  وزارة العمل والهجرة والضمان الاجتماعي
| اسم_وزير1=  يولاندا دياز
| تخصص_وزير1  =  وزيرة العمل والهجرة والضمان الاجتماعي
| الموقع=  الموقع الرسمي

وزارة العمل، الهجرة والضمان الاجتماعي (بالإسبانية: Ministerio de Trabajo, Migraciones y Seguridad Social)‏ هي دائرة وزارية تابعة للحكومة الإسبانية التي تم إنشاؤها في عام 2011 مع اختصاصات لتطوير سياسة الحكومة في التوظيف والضمان الاجتماعي و‌الأجانب و‌الهجرة و‌النزوح. تم تسمية الوزارة باسم وزارة التشغيل والضمان الاجتماعي من ديسمبر 2011 إلى يونيو 2018.

## التاريخ
تم إنشاء وزارة العمل في حكومة إدواردو داتو في 8 مايو 1920. كان موجوداً من قِبَل معهد الإصلاحات الاجتماعية (1903، وريث لجنة الإصلاح الاجتماعي، 1883) والمعهد الوطني للرؤية المستقبلية (1908)، اللذين تم دمجهما في الإدارة الجديدة. كما حصلت على صلاحيات وزارة التموين المختفية حديثاً (1918-1920). كما تم تضمينه في هيكل الوزارة مكتب العمل بالمديرية العامة للتجارة والصناعة والعمل ومجلس الهجرة ومجلس المهندسين والمتقاعدين في الخارج. وظائف مفتشية العمل (1906)، أُعطيت أيضاً إلى الوزارة الجديدة.
في الجمهورية الثانية، أصدر الوزير فرانسيسكو لارجو كاباليرو المرسوم الخاص بجمعيات العمال، والذي من خلاله انتقلت هذه الكيانات إلى دائرة وزارة العمل من وزارة الحكم.
في «إسبانيا الفرانكوية» تم استخدام قمع حرية تكوين الجمعيات والتظاهر والإضراب فضلاً عن المفاوضة الجماعية، وسعت الوزارة، دون المساس بعمل الاتحاد الرأسي، من قدرتها على العمل، بحيث حددت تفاصيل ظروف العمل.
بعد انتقال إسبانيا نحو الديمقراطية، انتقلت صلاحيات الضمان الاجتماعي في عام 1977 إلى وزارة الصحة التي تم إنشاؤها حديثاً، على الرغم من أن وزارة العمل استعادت هذه الخدمات عام 1981. في عام 1978 تم إنشاء المعهد الوطني للتوظيف. في وقت لاحق، كان إنشاء وزارة الشؤون الاجتماعية في عام 1988 يعني فقدان السياسات الاجتماعية. ومع ذلك، دُمجت كلتا الإدارتين في عام 1996، بعد الانتصار الانتخابي للحزب الشعبي، كلفت نفسها لأول مرة بمعهد الكائنات من المرأة ومعهد الشباب.
في عام 2004، مع وجود خوسيه لويس ثباتيرو كرئيس للحكومة، تتولى وزارة العمل سلطات الهجرة التي كانت حتى الآن من شأن وزارة الداخلية. من حيث السياسات الاجتماعية، تم توزبعها في عام 2008 بين وزارة التعليم ووزارة المساواة المنشأة حديثاً (تم دمج وزارة الصحة الآن ووزارة المساواة).
في المجلس التشريعي العاشر، من 22 ديسمبر 2011، تم تغيير اسم الوزارة إلى العمل والضمان الاجتماعي، مع الاحتفاظ بنفس الكفاءات.

## المسؤوليات
يتولى وزير العمل والهجرة والضمان الاجتماعي مسؤولية اقتراح وتنفيذ سياسة الحكومة بشأن العمالة والضمان الاجتماعي، فضلاً عن تطوير سياسة الحكومة بشأن الأجانب والهجرة.

## الهيكل
هذه الوزارة منظمة في الهيئات العليا التالية:
- أمانة الدولة للهجرة
  - الأمانة العامة للهجرة والهجرة
    - المديرية العامة للهجرة
    - المديرية العامة للتكامل والاهتمام الإنساني
- أمانة الدولة للضمان الاجتماعي
  - المديرية العامة لإدارة الضمان الاجتماعي
  - التدخل العام للضمان الاجتماعي
- أمانة الدولة للتوظيف
  - المديرية العامة للعمل
  - المديرية العامة للعمل المستقل، الاقتصاد الاجتماعي والمسؤولية الاجتماعية للشركات
- وكالة العمل والهجرة والضمان الاجتماعي
  - الأمين العام الفني

## وصلات خارجية
- البوابة الرسمية
- «المديرية العامة للجنسية الأجنبية» الموقع الرسمي
- بوابة الشباب الإسبان الذين بالخارج: CEXT